# Corydon (Kentucky)
Corydon es una ciudad ubicada en el condado de Henderson en el estado estadounidense de Kentucky. En el Censo de 2010 tenía una población de 720 habitantes y una densidad poblacional de 511,96 personas por km².

## Geografía
Corydon se encuentra ubicada en las coordenadas 37°44′23″N 87°42′24″O / 37.73972, -87.70667. Según la Oficina del Censo de los Estados Unidos, Corydon tiene una superficie total de 1.41 km², de la cual 1.41 km² corresponden a tierra firme y (0%) 0 km² es agua.

## Demografía
Según el censo de 2010, había 720 personas residiendo en Corydon. La densidad de población era de 511,96 hab./km². De los 720 habitantes, Corydon estaba compuesto por el 87.64% blancos, el 8.19% eran afroamericanos, el 0% eran amerindios, el 0.42% eran asiáticos, el 0.28% eran isleños del Pacífico, el 1.67% eran de otras razas y el 1.81% pertenecían a dos o más razas. Del total de la población el 1.67% eran hispanos o latinos de cualquier raza.